# Złoty Kij
Złoty Kij – coroczny plebiscyt organizowany od 1971 roku przez dziennik sportowy „Sport” w celu wybrania najlepszego zawodnika najwyższej klasy rozgrywkowej w ramach mistrzostw Polski w hokeju na lodzie.
W okresie PRL wyróżnienie przyznawano w wyniku głosowania dziennikarzy zajmujących się hokejem, trenerów i działaczy.
W latach 1997–2005 plebiscytu nie organizowano z powodu braku sponsorów. Reaktywowany został w 2006 roku. Pierwszym zwycięzcą został zawodnik Podhala Nowy Targ – Tadeusz Kacik, zaś najwięcej razy Złoty kij otrzymał Walenty Ziętara (3 razy), także hokeista Podhala.
Oficjalnym sponsorem klasyfikacji „Złoty Kij” jest producent szwajcarskich zegarków marki Bisset.

## Laureaci
- 2012: Kamil Kosowski (JKH GKS Jastrzębie)[2][3][4]
- 2011: Przemysław Odrobny (Ciarko PBS Bank KH Sanok)[5]
- 2010: Krzysztof Zborowski (Podhale Nowy Targ)[6]
- 2009: Przemysław Odrobny (Stoczniowiec Gdańsk) / Krzysztof Zborowski (Podhale Nowy Targ) ex aequo
- 2008: Arkadiusz Sobecki (GKS Tychy)
- 2007: Tomasz Jaworski (Zagłębie Sosnowiec)
- 2006: Leszek Laszkiewicz (Cracovia)
- 1996: Sławomir Wieloch (Unia Oświęcim)
- 1995: Jacek Zamojski (Podhale Nowy Targ)
- 1994: Marek Batkiewicz (Podhale Nowy Targ)
- 1993: Waldemar Klisiak (Unia Oświęcim)
- 1992: Mariusz Puzio (Polonia Bytom)
- 1991: Mariusz Czerkawski (GKS Tychy)
- 1990: Roman Steblecki (Cracovia)
- 1989: Marek Stebnicki (Polonia Bytom)[7]
- 1988: Henryk Gruth (GKS Tychy)
- 1987: Jan Stopczyk (ŁKS Łódź)
- 1986: Jerzy Christ (Polonia Bytom)
- 1985: Franciszek Kukla (Polonia Bytom)
- 1984: Jerzy Christ (Polonia Bytom)
- 1983: Henryk Gruth (GKS Tychy)
- 1982: Wiesław Jobczyk (Zagłębie Sosnowiec)
- 1981: Wiesław Jobczyk (Zagłębie Sosnowiec)
- 1980: Leszek Kokoszka (ŁKS Łódź)
- 1979: Walenty Ziętara (Podhale Nowy Targ)
- 1978: Leszek Tokarz (Zagłębie Sosnowiec)
- 1977: Walenty Ziętara (Podhale Nowy Targ)
- 1976: Andrzej Tkacz (GKS Katowice)
- 1975: Andrzej Tkacz (GKS Katowice)
- 1974: Stefan Chowaniec (Podhale Nowy Targ)
- 1973: Walery Kosyl (ŁKS Łódź)
- 1972: Walenty Ziętara (Podhale Nowy Targ)
- 1971: Tadeusz Kacik (Podhale Nowy Targ)